# گیدئون سندباک
گیدئون سندباک (به سوئدی: Gideon Sundbäck)، (زاده ۲۴ آوریل ۱۸۸۰ - درگذشت ۲۱ ژوئن ۱۹۵۴) مهندس برق سوئدی-آمریکایی بود که به دلیل نقشش در توسعه دادن زیپ نامدار شد.

## نگارخانه

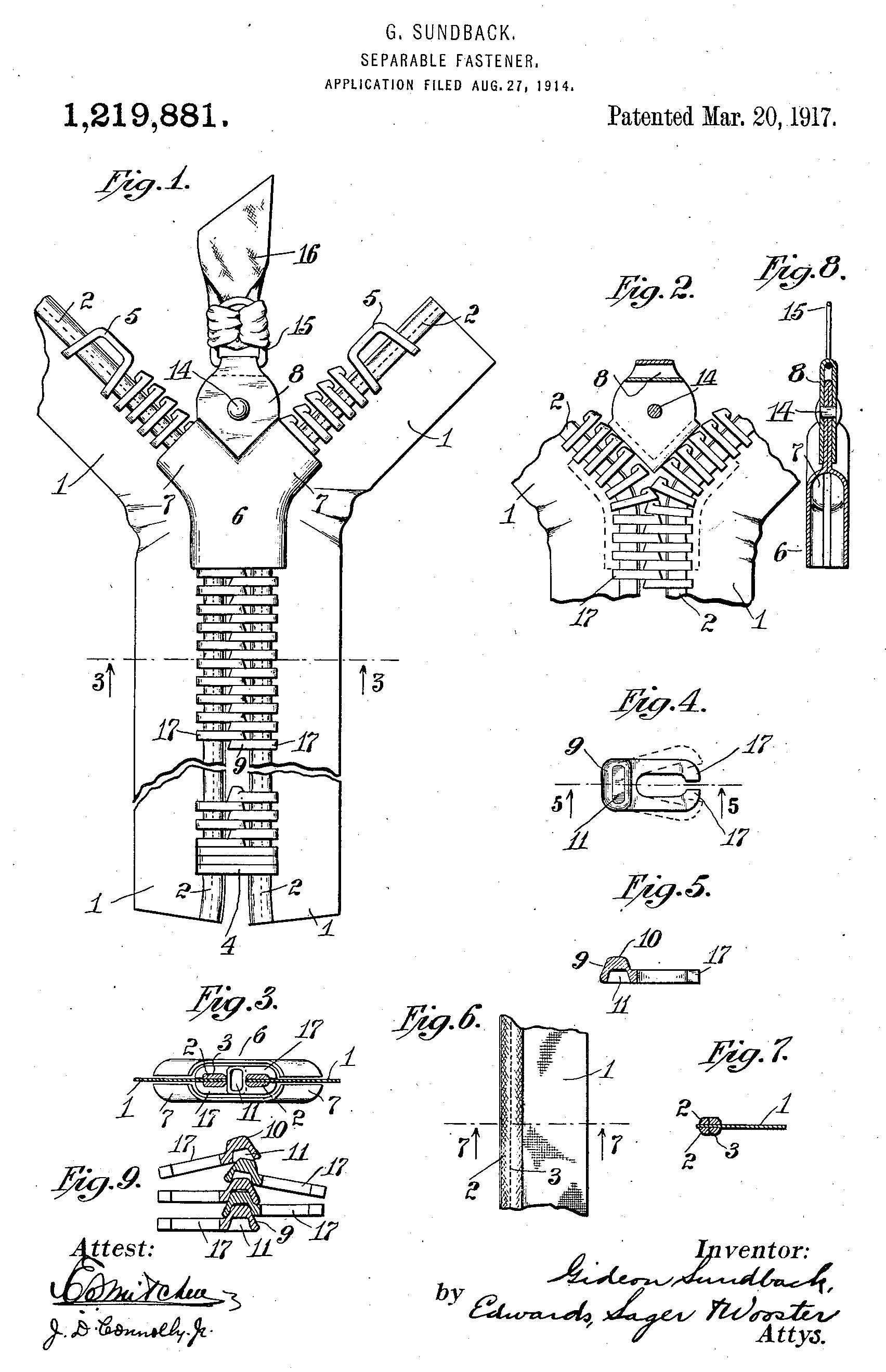
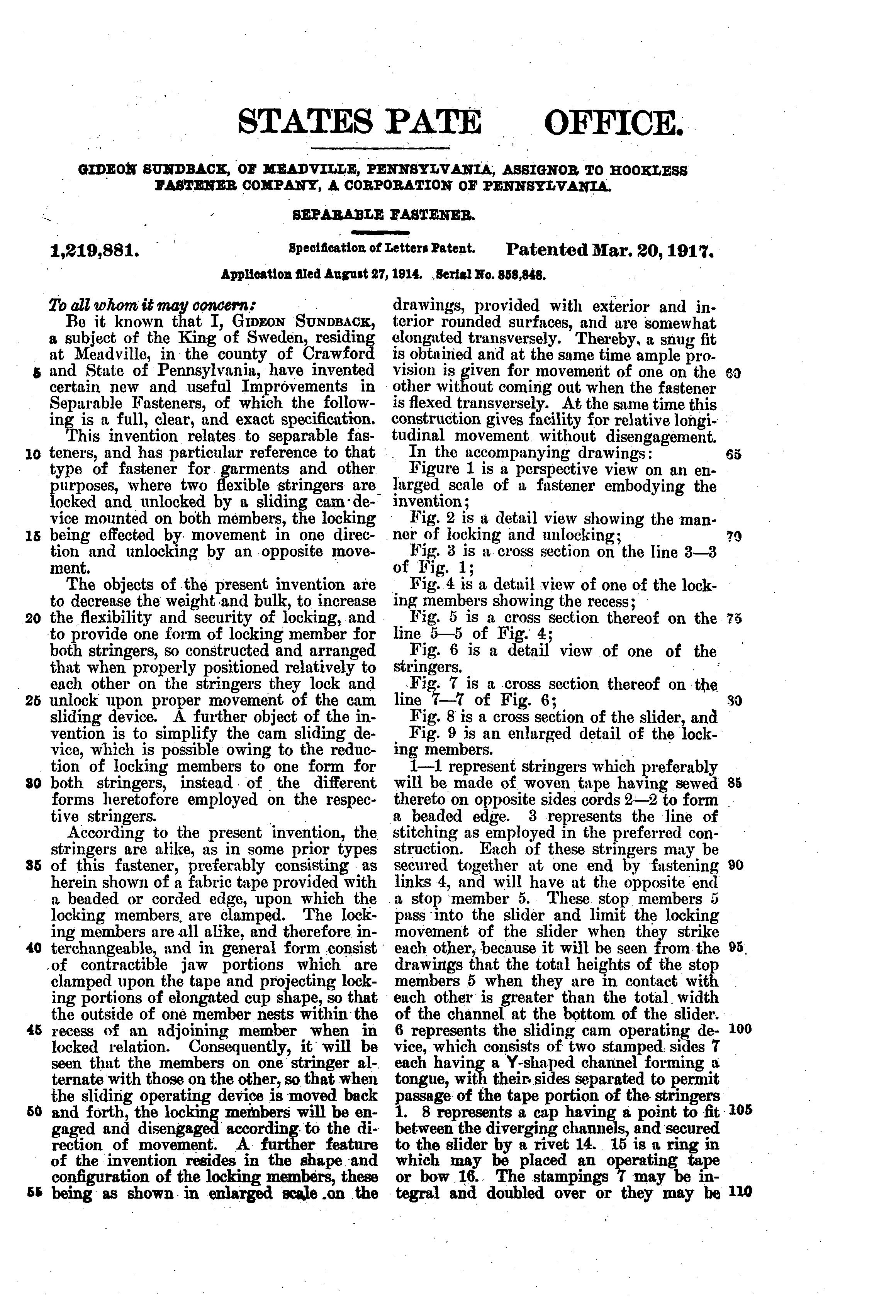
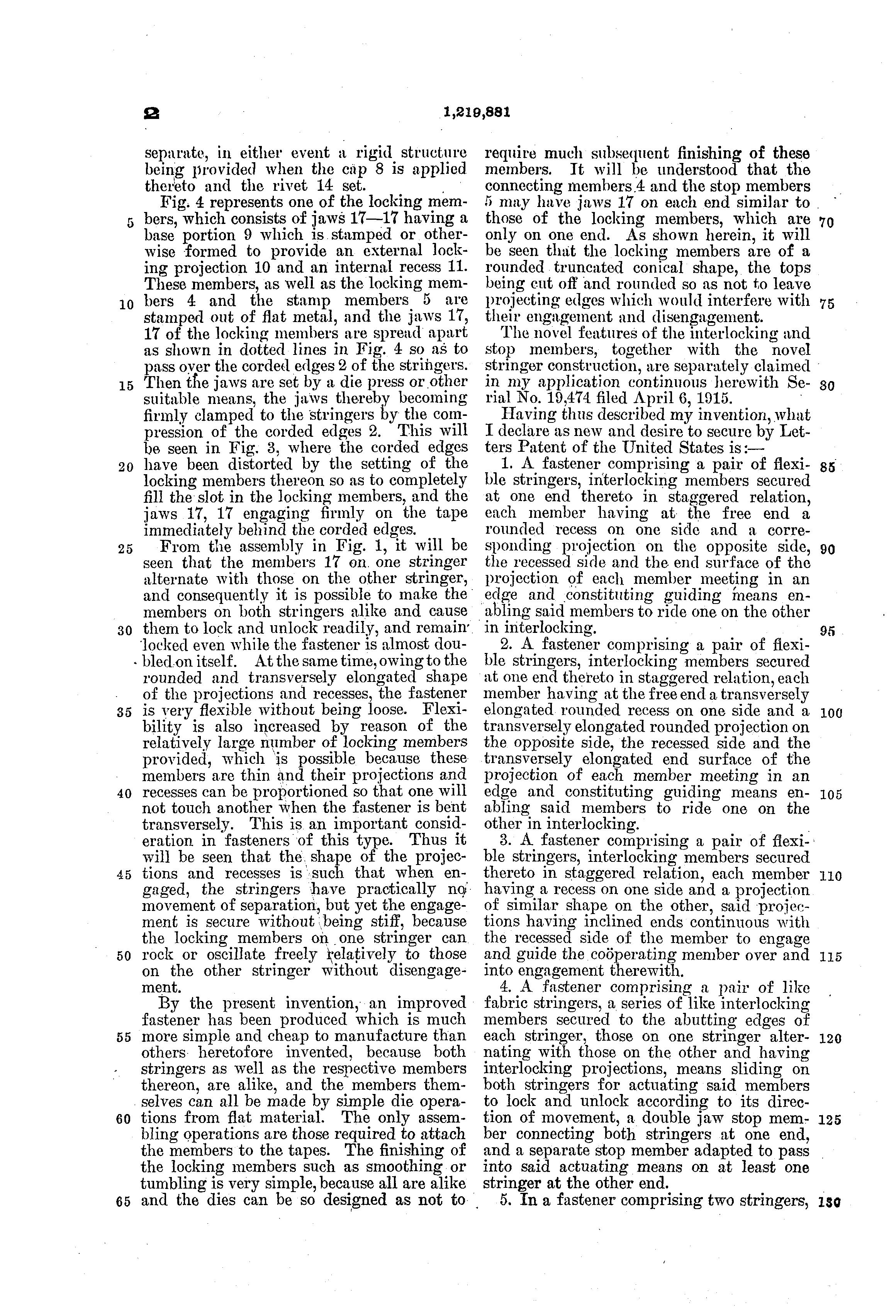
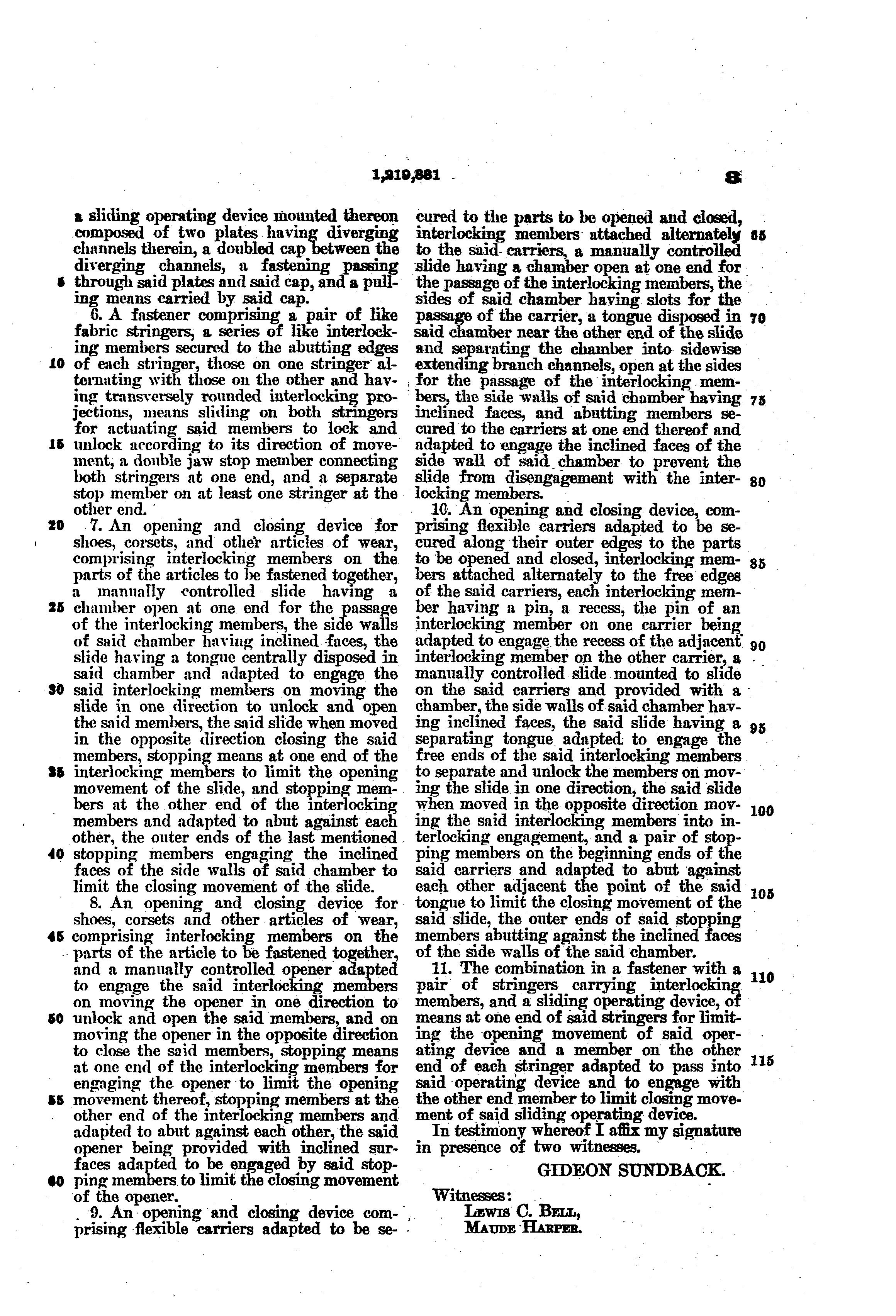
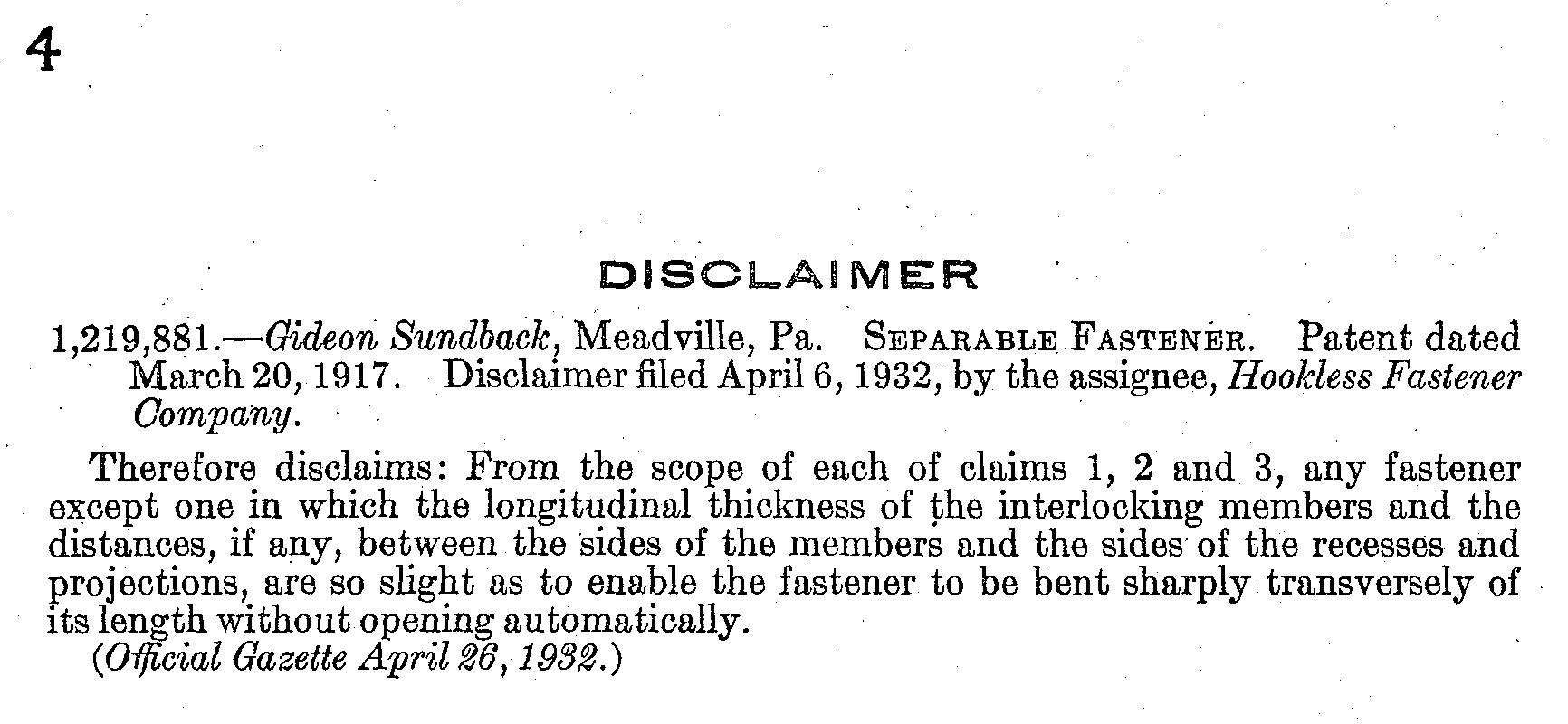